# Duchesneodus
Duchesneodus — великий бронтотер, ендемік Північної Америки. Він жив у пізньому еоцені 40.4—37.2 млн років тому. 